# Перемивки
Переми́вки — село у Львівському районі Львівської області. Належить до Куликівської селищної громади.

## Історія
Перемивки (пол. Przemiwółki) — село, належало до Жовківського повіту, 8,5 км на пд.-сх. від Жовкви, 4 км на пн.-зах. від Куликова. На пн. лежить Смереків, на пн.-сх. Великі Передримихи, на сх. Могиляни, на пд. Куликів, на пд.-зах. Мервичі, на зах. Візенберг (нім. Wiesenberg). 1880 року тут було 43 господарства, 280 жителів в гміні, 1 господарство, 12 жителів на території двору. (20 греко-католиків, 258 римо-католиків, 14 ізраелітів; 278 поляків, 14 німців). Парафія греко-католицька була в Смерекові, римо-католицька в Куликові.
На в'їзді до села стоїть фігурка Божої Матері, збудовано капличку. Під каплицею знаходиться грамота, яка звільнила село від панщини та кріпосної залежності у 1848—1849 роках під час Польського повстання у Західній Україні. Відомо, що грамоту приніс з Києва тодішній мешканець села Панюра, родина якого проживає у селі і досі.
У селі на горі розташовано так званий «Панюрівський сад». Відомо, що на горі жив пан Панюра . Збудувавши там будинок, він почав вирощувати сад. Сад вийшов прекрасним, тому і дістав назву свого пана.

## Населення

### Мова
Розподіл населення за рідною мовою за даними перепису 2001 року:
| Мова       | Кількість | Відсоток |
| ---------- | --------- | -------- |
| українська | 201       | 100%     |